# Diadeliomimus
Diadeliomimus is een kevergeslacht uit de familie van de boktorren (Cerambycidae). De wetenschappelijke naam van het geslacht werd voor het eerst geldig gepubliceerd in 1957 door Breuning.

## Soorten
Diadeliomimus omvat de volgende soorten:
- Diadeliomimus rufostrigosus (Fairmaire, 1897)
- Diadeliomimus vadoni Breuning, 1957